# Incident d'Ōtsu

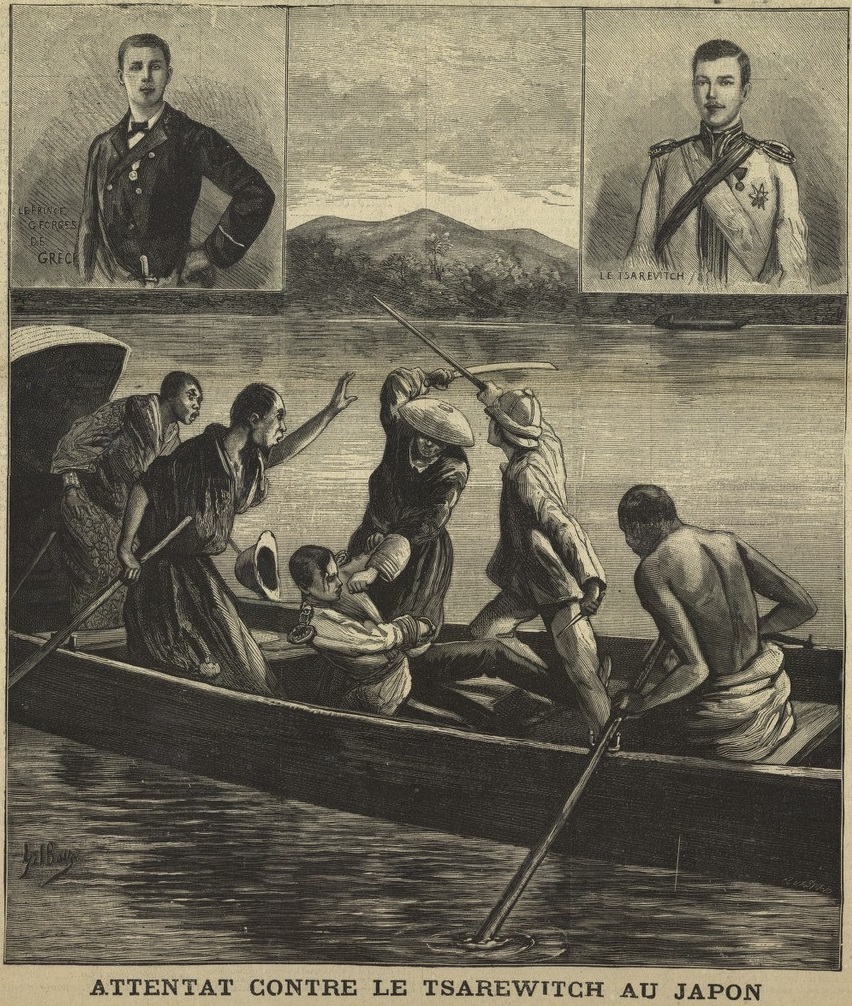
L'attentat contre le tsarévitch, tel qu'imaginé par l'illustrateur Gil Baer (La Gironde illustrée, 24 mai 1891)

Le scandale d'Ōtsu (大津事件, Ōtsu Jiken)  est le nom donné à la tentative d'assassinat du tsarévitch Nicolas Alexandrovitch de Russie (futur tsar Nicolas II) le 11 mai 1891 lors d'une visite officielle au Japon dans le cadre de son voyage en Orient.

## Contexte

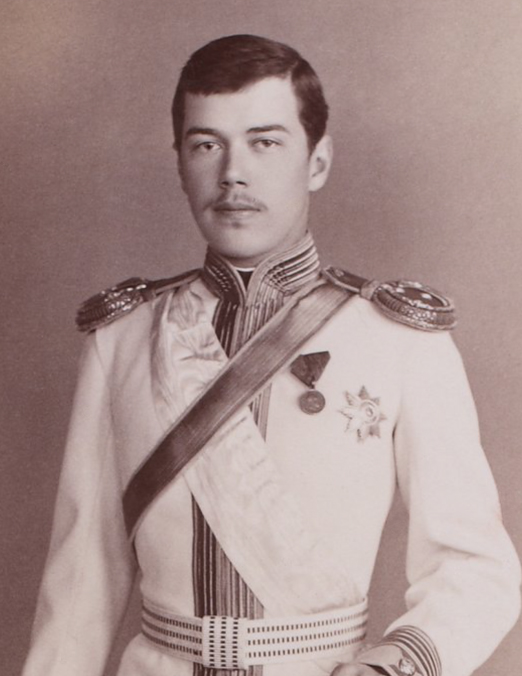
Le tsarévitch Nicolas Alexandrovitch de Russie.

Avant la cérémonie marquant le début de la construction de la ligne de chemin de fer du Transsibérien, le tsarévitch Nicolas fit une visite officielle au Japon. Il accosta avec la flotte russe du Pacifique à Kagoshima, puis à Nagasaki, et enfin à Kobé. À partir de là, Nicolas continua sa visite par voie terrestre jusqu'à Kyoto où il rencontra une délégation menée par le prince Arisugawa Taruhito. 
Comme c'était la première visite au Japon d'un important prince étranger depuis longtemps, et étant donné que l'Empire russe avait une influence grandissante en Extrême-Orient, le gouvernement japonais attacha beaucoup d'attention au bon déroulement de cette visite dans le but d'améliorer les relations entre le Japon et la Russie[réf. souhaitée].
Le prince Nicolas, qui montra de l'intérêt pour l'artisanat local, se fit faire un tatouage sur le corps : Nicolas avait lu Madame Chrysanthème de Pierre Loti avant de débarquer à Nagasaki, et, tout comme Loti, il se fit tatouer un dragon sur le bras gauche le 4 mai pendant une séance qui dura 7 heures, de 21 h à 4 h du matin. Le tsarévitch avait aussi acheté une kanzashi (épingle à cheveux) décorative à une jeune fille japonaise.

## L'agression

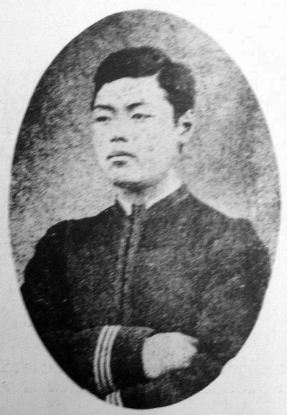
Tsuda Sanzō, l'agresseur du Prince Nicolas.

La tentative d'assassinat se déroula dans la ville d'Ōtsu le 28 avril 1891 alors que Nicolas revenait à Kyoto après être parti voir le lac Biwa. Il fut alors subitement attaqué par Tsuda Sanzō, l'un des policiers de son escorte, qui le frappa à deux reprises à la tête avec un sabre, le blessant à l'arrière de la tête et au front. Le prince Georges de Grèce, le cousin de Nicolas para un autre coup avec sa canne, sauvant la vie du Tsarévitch. 
Tsuda tenta ensuite de fuir, mais deux conducteurs de pousse-pousse se jetèrent sur lui et le désarmèrent.
Nicolas fut alors emmené en urgence dans un magasin voisin où il reçut des premiers soins d'urgence. Par la suite, son état s'améliorant, il fut emmené à Kyoto.

## Conséquences de l'agression

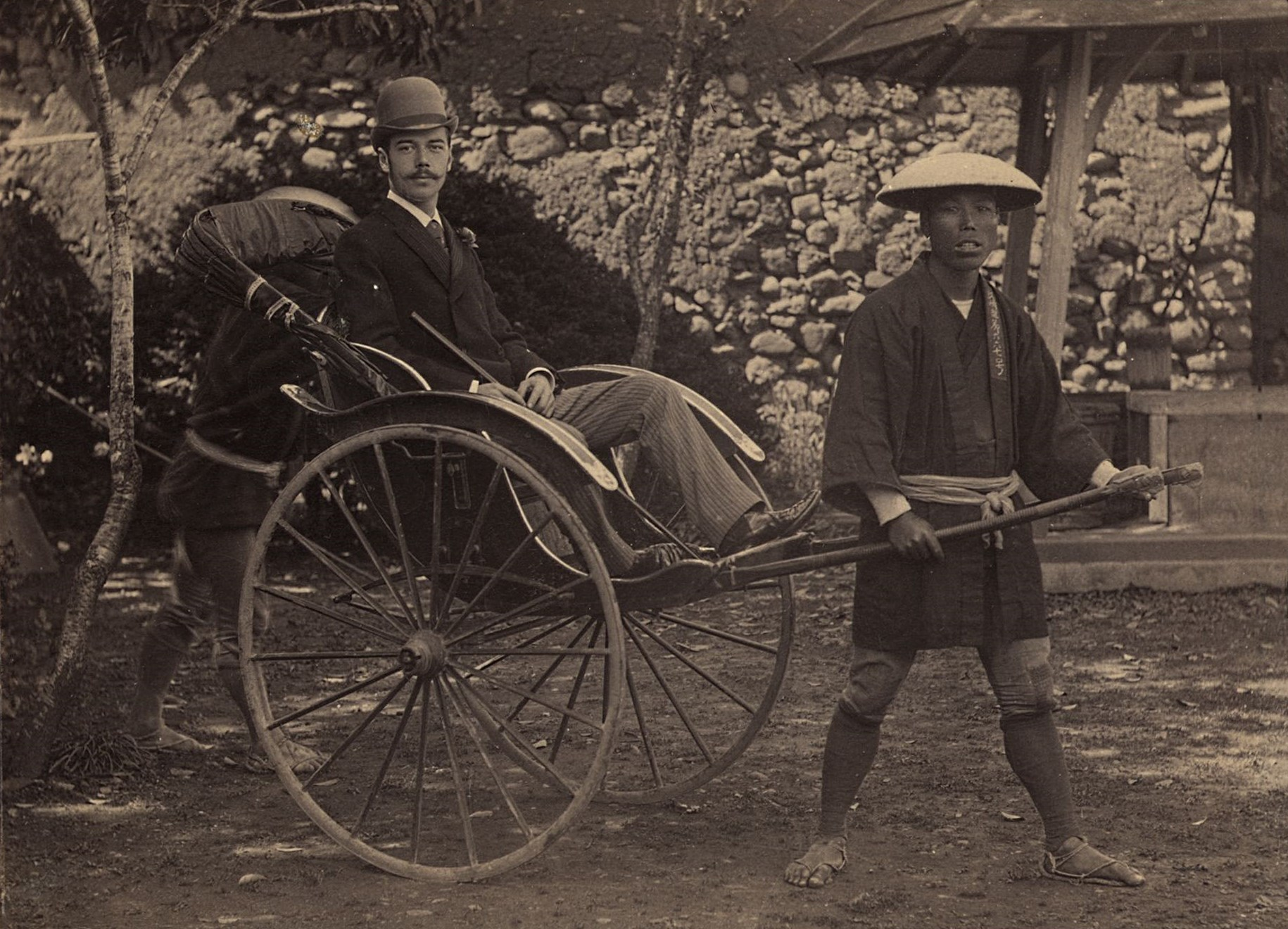
Le tsarévitch Nicolas à Nagasaki.

Nicolas minimisa l'incident, mais les autorités japonaises redoutèrent que cela ne vienne à dégrader, voire fortement dégrader, les relations entre les deux pays. À la suite de l'attentat, le ministre de l'Intérieur Yorimitchi Saigo et celui des Affaires étrangères Shūzō Aoki démissionnèrent.
De son côté, l'empereur Meiji, sur les conseils du premier ministre Masayoshi Matsukata, alla en personne rencontrer Nicolas convalescent, et en signe de respect, tous les théâtres du pays furent fermés pour une durée de 24 heures. 24 000 télégrammes souhaitant un bon rétablissement furent envoyés par des Japonais de toutes catégories à Nicolas.
Au vu de la situation, Nicolas décida d'écourter son séjour et de rentrer au plus tôt en Russie tout en assurant les autorités japonaises qu'il ne gardait pas de mauvais souvenirs de sa visite, et qu'il les remerciait pour leur hospitalité.
Une jeune couturière, Yuko Hatakeyama, se trancha la gorge avec un rasoir devant la préfecture de Kyoto dans un acte de contrition publique, elle mourut à l'hôpital peu de temps après. Les journaux japonais la surnommèrent Retsujo (« femme courageuse ») et saluèrent son patriotisme.

## Procès de Tsuda
Le procès de Tsuda s'ouvre deux semaines après l'incident.
Lors de celui-ci, il défend son geste, affirme avoir agi par patriotisme et parle de l'Empire russe comme un État hostile.
Soutenu par l'opinion publique, le gouvernement fit pression sur la Cour de justice pour appliquer à Tsuda l'article 116 qui prévoyait la peine de mort pour des actes contre l'empereur, l'impératrice ou le prince héritier. Cependant, le juge Kojima Iken reconnut que l'article 116 ne s'appliquait pas dans ce cas et condamna l'accusé à la prison à perpétuité. Malgré les controverses de l'époque à la suite de ce jugement, la décision de Kojima fut plus tard citée comme l'exemple de l'indépendance de la Justice au Japon et comme l'une des justifications pour remettre en cause les traités inégaux.

## Événements postérieurs

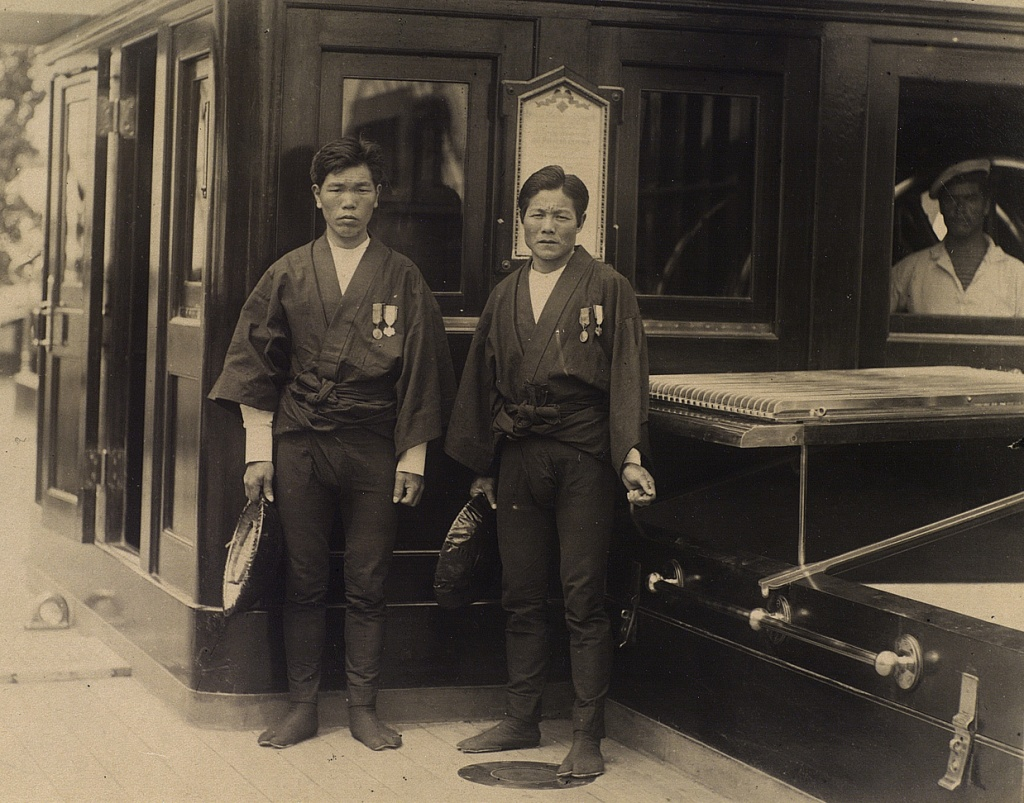
Les deux porteurs qui arrêtèrent Tsuda

Tsuda fut envoyé à la prison de Kushiro, sur l'île d'Hokkaidō et mourut de maladie en septembre de la même année.
Les personnes qui avaient capturé Tsuda, Jizaburo Mukaihata (1854-1928) et Ichitaro Kitagaichi (1859-1914), furent invités à se rendre sur les navires russes où ils furent félicités par les marins, reçurent des médailles, une récompense de 2 500 yens en plus d'une pension de 1 000 yens, ce qui était une somme énorme à l'époque. Ils furent présentés dans les journaux comme des héros nationaux. Cependant, durant la guerre russo-japonaise, cette admiration se retourna, ils perdirent leur pension, furent accusés d'être des espions et furent harcelés par la police.
En 1993, lorsque le gouvernement russe tenta de vérifier que des fragments d'os retrouvés sur le lieu du meurtre de Nicolas II à Iekaterinbourg appartenaient bien au tsar, un échantillon de l'ADN de Nicolas fut nécessaire. Des objets de l'incident d'Ōtsu furent examinés pour voir si les taches de sang présentes permettaient une identification positive, mais les résultats ne furent pas concluants.